# Chrysotoxum bactrianum
Chrysotoxum bactrianum är en tvåvingeart som beskrevs av Violovitsh 1973. Chrysotoxum bactrianum ingår i släktet getingblomflugor, och familjen blomflugor.
Artens utbredningsområde är Tadzjikistan. Inga underarter finns listade i Catalogue of Life.